# Cadaver
Cadaver er et dødsmetal band fra Råde, Norge. Bandet havde et kort vovestykke i starten af 1990'erne før det blev opløst i 1993. Cadaver genopstod dog i 1999 som Cadaver Inc. som kun bestod af 1 af de grundlæggende medlemmer. Til deres sidste album brugte de det originale bandnavn Cadaver og gik hver til sit i år 2004.

## Diskografi

### Fuld-længde album
- Hallucinating Anxiety (Necrosis, 1990)
- ...In Pains (Earache, 1992)
- Discipline (Earache, 2001) Indiziert seit März 2010 (Liste B)
- Necrosis (Candlelight, 2004)

### Demoer
- Into the Outside (1988)
- Abnormal Deformity (1989)
- Sunset at dawn (1989)
- Demo 2 (1990)
- Primal 1999 (EP, 1999)

### Livealbum
- Live Inferno (2002)

### Opdelte album
- Cadaver/Voice of Hate (2006)